# Balaghat (huyện)
Huyện Balaghat là một huyện thuộc bang Madhya Pradesh, Ấn Độ. Thủ phủ huyện Balaghat đóng ở Balaghat. Huyện Balaghat có diện tích 9229 ki lô mét vuông. Đến thời điểm năm 2001, huyện Balaghat có dân số 1445760 người.